# Jarosław Kłaczkow
Jarosław Kłaczkow (ur. 11 maja 1972 w Radomiu) – polski historyk, profesor nauk humanistycznych, nauczyciel akademicki Uniwersytetu Mikołaja Kopernika w Toruniu.

## Życiorys
W latach 1992–1997 studiował historię na UMK. Po ukończeniu studiów doktoranckich podjął pracę na tej uczelni, obecnie jest profesorem zwyczajnym w Instytucie Historii i Archiwistyki. W latach 2011–2014 był zastępcą dyrektora Instytutu Historii i Archiwistyki. W 2002 r. uzyskał stopień naukowy doktora nauk humanistycznych w zakresie historii, a w 2011 r. stopień doktora habilitowanego nauk humanistycznych. W 2014 r. Prezydent RP nadał mu tytuł profesora nauk humanistycznych. W latach 2006–2015 był prezesem toruńskiego oddziału Polskiego Towarzystwa Historycznego.
W latach 2015–2019 pełnił funkcję kierownika Zakładu Historii XX wieku w Instytucie Historii i Archiwistyki UMK. Obecnie jest kierownikiem Katedry XIX-XX wieku i Historii Najnowszej w Instytucie Historii i Archiwistyki. Od września 2015 r. jest członkiem Zarządu Głównego Polskiego Towarzystwa Historycznego. Od 2017 r. członek Zarządu Towarzystwa Miłośników Torunia, aktualnie jego wiceprezes. Członek Rady Fundacji Generał Elżbiety Zawackiej. Od 2015 r. członek w kolejnych kadencjach Komitetu Nauk Historycznych PAN. Członek Rady Narodowego Programu Rozwoju Humanistyki. W latach 2021–2023 członek Rady Naukowej Instytutu De Republica. 21 października 2024 r. został powołany przez Prezydenta Miasta Torunia w skład Rady Dziedzictwa Kulturowego Torunia na kadencję 2024-2029.
Mieszka w Toruniu. Żonaty, syn Piotr (2002-2013) i córka.
Członek władz diecezji pomorsko-wielkopolskiej oraz Synodu Kościoła Ewangelicko-Augsburskiego w RP.

## Zainteresowania naukowe
Jego zainteresowania badawcze koncentrują się na historii społeczno-politycznej Polski XX wieku ze szczególnym uwzględnieniem spraw wyznaniowych i dziejów miast. Jest autorem kilku monografii oraz redaktorem kilku prac zbiorowych, a także organizatorem konferencji naukowych.

## Najważniejsze publikacje monograficzne
- Czasopiśmiennictwo protestanckie w Polsce w latach 1918–1939, Toruń 2003 (ISBN 83-918712-7-4).
- Historia parafii ewangelicko-augsburskiej w Radomiu, Toruń 2005 (ISBN 83-7441-199-6).
- Protestanckie wydawnictwa prasowe na ziemiach polskich w XIX i pierwszej połowie XX wieku, Toruń 2008 (ISBN 978-83-7611-020-2).
- Kościół Ewangelicko-Augsburski w Polsce w latach 1945–1975, Toruń 2010 (ISBN 978-83-7611-651-8).
- Historia parafii ewangelicko-augsburskiej w Radomiu (1826–2009), Toruń 2010 (ISBN 978-83-7611-748-5).
- The History of Poland. A Nation and State between West and East (z A. Radzimińskim i S. Roszakiem), Toruń 2012 (ISBN 978-83-7780-302-8).
- Na emigracji. Losy polskiego wychodźstwa ewangelickiego w XX wieku, Toruń 2013 (ISBN 978-83-7780-693-7).
- Rewitalizacja wnętrza kościoła i kaplicy parafii ewangelicko-augsburskiej w Toruniu (z A. Molin), Toruń 2014.
- The Polish Protestant emigration in western Europe, America and Australia in the 19th and 20th centuries, Toruń 2014.
- The Evangelical Church of the Augsburg Confession in Poland in the years 1945-1989, Toruń 2014.
- Lutheran and Calvinist press in Polish land 1822-1939, Toruń 2015.
- Kościół Ewangelicko-Augsburski w Polsce w latach 1918–1939, Toruń 2017 (ISBN 978-83-231-3986-7).
- Kujawsko-pomorskie kościoły ewangelickie. Dawniej i dziś (z Piotrem Bireckim), Machina Druku, Toruń 2018 (ISBN 978-83-949297-9-4).
- Ksiądz Biskup Andrzej Wantuła (1905-1976), Toruń 2019 (ISBN 978-83-231-4187-7).
- Z indeksem przez świat. Studenckie lata Andrzeja Wantuły (1925-1931), Toruń 2023 (ISBN 978-83-231-5067-1, ISBN 978-83-231-5064-0, ISBN 978-83-231-5065-7).
- Każdy o swym gnieździe myśleć powinien. Towarzystwo Miłośników Torunia i jego dzieje w latach 1923–2023 (z Agnieszką Zielińską), Toruń 2023 (ISBN 978-83-965112-6-3).
- Przewodnik po dawnym ewangelickim Toruniu (z P. Bireckim), Toruń 2024 (ISBN 978-83-66209-93-0).

## Redakcja naukowa ważniejszych prac zbiorowych
- Nad Bałtykiem. W kręgu polityki, gospodarki, problemów narodowościowych i społecznych w XIX i XX wieku (z Z. Karpusem i M. Wołosem), Toruń 2005 (ISBN 83-231195-2-X).
- Ewangelicy w Radomiu i regionie (XVI-XX w.). Studia i materiały, Radom 2007 (ISBN 978-83-7204-573-7).
- Polski protestantyzm w czasach nazizmu i komunizmu. Zbiór studiów, Toruń 2009 (ISBN 978-83-7611-361-6).
- Ewangelicy w Toruniu (XVI-XX w.), Toruń 2011.
- Instytut Historii i Archiwistyki Uniwersytetu Mikołaja Kopernika (1945-2011). Dzieje zakładów i główne kierunki badań, Toruń 2011.
- Polskie Towarzystwo Historyczne w Toruniu (1946-2011), Toruń 2011.
- Społeczność ewangelicka Radomia podczas okupacji hitlerowskiej. Studia i materiały, Radom 2009 (ISBN 978-83-7204-824-0).
- Z tradycji i dziejów ewangelików kieleckich, Kielce 2011.
- Kościoły luterańskie na ziemiach polskich (XVI-XX w.), t. 1. W czasach Rzeczpospolitej Obojga Narodów, Toruń 2012 (ISBN 978-83-7780-416-2).
- Kościoły luterańskie na ziemiach polskich (XVI-XX w.), t. 2. Pod zaborami i obcym panowaniem, Toruń 2012 (ISBN 978-83-7780-652-4).
- Kościoły luterańskie na ziemiach polskich (XVI-XX w.), t. 3. W ramach Rzeczpospolitej Państw Ościennych i na Emigracji, Toruń 2012 (ISBN 978-83-7780-653-1).
- Kościoły chrześcijańskie w systemach totalitarnych (z W. Rozynkowskim), Toruń 2012 (ISBN 978-83-7780-333-2).
- Die Evangelischen in Thorn (16.-20. Jahrhundert), Studiensammlung unter der Redaktion von J. Kłaczkow und A. Zielińska, Toruń 2014.
- Józef Piłsudski. Człowiek – żołnierz – polityk (red. Z. Girzyński, J. Kłaczkow), Toruń 2016 (ISBN 978-83-8019-403-8).
- Akt 5 listopada 1916 roku i jego konsekwencje dla Polski i Europy (red. J. Kłaczkow, K. Kania, Z. Girzyński), Toruń 2016 (ISBN 978-83-8019-601-8).
- W 500-lecie Reformacji (1517–2017). Z dziejów Kościołów ewangelickich w dawnych Prusach Królewskich i Książęcych, t. 1. Tereny dawnych Prus Królewskich (red. J. Kłaczkow, G. Jasiński, P. Birecki), Toruń 2017 (ISBN 978-83-8019-727-5).
- W 500-lecie Reformacji (1517–2017). Z dziejów Kościołów ewangelickich w dawnych Prusach Królewskich i Książęcych, t. 2. Tereny dawnych Prus Książęcych (red. J. Kłaczkow, G. Jasiński, P. Birecki), Toruń 2017 (ISBN 978-83-8019-772-5).
- Toruń – miasto wielu wyznań (red. J. Kłaczkow, P. Oliński, W. Rozynkowski), Toruń 2017 (ISBN 978-83-927097-9-4).
- Londyńska reduta. Władysław Raczkiewicz (1885-1947), t. 1 (red. J. Kłaczkow, M. Golon, K. Kania, Z. Girzyński), Toruń 2017 (ISBN 978-83-8019-812-8).
- Londyńska reduta. Prezydenci RP na uchodźstwie i działalność polskiej emigracji niepodległościowej, t. 2 (red. J. Kłaczkow, M. Golon, K. Kania, Z. Girzyński), Toruń 2017 (ISBN 978-83-8019-813-5).
- „Nie wierząc nam, że chcieć to móc...”. Legiony i ich wpływ na sprawę polską w latach 1914–1918 (red. Z. Girzyński, J. Kłaczkow), Toruń 2018 (ISBN 978-83-8019-904-0)
- Pomorze Gdańskie i ziemia chełmińska w drodze do Niepodległej (1914-1920) (red. Z. Girzyński, I. Hałagida, J. Kłaczkow), Wydawnictwo Adam Marszałek, Toruń 2019 (ISBN 978-83-8180-114-0).
- W drodze do Niepodległej... Dylematy, działania i programy polityczne Polaków i Czechów w latach 1914–1918 (red. Z. Girzyński, J. Kłaczkow, A. Zářický), Wydawnictwo Adam Marszałek, Toruń 2019 (ISBN 978-83-8180-152-2).
- Ewangelicy w regionie kujawsko-pomorskim na przestrzeni wieków (red. J. Kłaczkow), Wydawnictwo Uniwersytetu Mikołaja Kopernika, Toruń 2020 (ISBN 978-83-231-4348-2 oprawa twarda; ISBN 978-83-231-4344-4 oprawa miękka).
- O Niepodległą... „Zanim zbudowano Gdynię...” Wpływ odrodzenia państwa w 1918 roku na procesy modernizacyjne ziem polskich (red. Z. Girzyński, J. Kłaczkow, T. Łaszkiewicz, P. Olstowski) Wydawnictwo Adam Marszałek, Toruń 2020 (ISBN 978-83-8180-258-1).
- Fundamenty Niepodległej. Sejm Ustawodawczy (1919–1922) (red. Z. Girzyński, J. Kłaczkow, J. Żaryn), Wydawnictwo Adam Marszałek, Toruń 2020 (ISBN 978-83-8180-362-5).
- Senat II Rzeczypospolitej (1922–1939) – „rzecznik rozsądku, rozwagi i miary” (red. Z. Girzyński, J. Kłaczkow, J. Żaryn), Wydawnictwo Adam Marszałek, Toruń 2020 (ISBN 978-83-8180-361-8).
- Zwycięski pokój czy rozejm na pokolenie? Traktat ryski z perspektywy stu lat (red. Z. Girzyński, J. Kłaczkow), Wydawnictwo Instytutu De Republica, Warszawa 2022 (ISBN 978-83-67253-22-2).
- Premierzy i ministrowie Rzeczypospolitej Polskiej 1918-1939 (red. Z. Girzyński, J. Kłaczkow, W. Piasek), Wydawnictwo Instytutu De Republica, Warszawa 2023 (ISBN 978-83-67253-59-8).
- Ład wersalski i zmiany terytorialne w Europie po I wojnie światowej (red. Z. Girzyński, J. Kłaczkow), Wydawnictwo Instytutu De Republica, Warszawa 2024 (ISBN 978-83-67253-80-2).

## Podręczniki
- Poznać przeszłość. Wiek XX. Podręcznik do historii dla szkół ponadgimnazjalnych. Zakres podstawowy (z S. Roszakiem), Warszawa 2012.
- Zrozumieć przeszłość. Podręcznik do historii dla liceum ogólnokształcącego i technikum. Zakres rozszerzony, cz. 4. Dzieje najnowsze po 1939 roku (z A. Zielińską), Warszawa 2015.
- Wczoraj i dziś. Podręcznik do historii dla klasy siódmej szkoły podstawowej (z A. Łaszkiewicz i S. Roszakiem), Warszawa 2017.
- Poznać przeszłość 3. Podręcznik do historii dla liceum ogólnokształcącego i technikum (z A. Łaszkiewicz i S. Roszakiem), Warszawa 2021.
- Poznać przeszłość 4. Podręcznik do historii dla liceum i technikum. Zakres podstawowy (z S. Roszakiem), Warszawa 2022.
- Wczoraj i dziś. Podręcznik do historii dla klasy siódmej szkoły podstawowej (z A. Łaszkiewicz i S. Roszakiem), Warszawa 2023.

## Organizacja ważniejszych konferencji naukowych
- „Polski protestantyzm w dobie totalitaryzmu XX wieku”, Toruń, 25–26 czerwca 2009 r.
- „Kościoły chrześcijańskie w systemach totalitarnych”, Toruń, 16–17 czerwca 2011 r. (z W. Rozynkowskim).
- „Akt 5 listopada 1916 r. – konsekwencje dla Polski i Europy”, Toruń, 4–5 listopada 2016 r. (z K. Kanią i Z. Girzyńskim).
- „Londyńska reduta. Prezydenci RP na Uchodźstwie 1939-1990”, Toruń, 6 czerwca, Warszawa, 7 czerwca i Londyn, 11 czerwca 2017 r. (z M. Golonem, K. Kanią i Z. Girzyńskim).
- „Nie wierząc nam, że chcieć – to móc! Legiony i ich wpływ na sprawę polską w latach 1914–1918”, Toruń, 19–20 października 2017 r. (ze Z. Girzyńskim i K. Kanią).
- „W drodze do Niepodległej… Dylematy, działania i programy polityczne Polaków i Czechów w latach 1914–1918”, Toruń, 13–14 czerwca 2018 r. (ze Z. Girzyńskim, Aleš Zářický).
- „Pomorze Gdańskie i ziemia chełmińska w drodze do Niepodległej (1918-1920)”, Gdańsk, 29 czerwca 2018 r. (ze Z. Girzyńskim i I. Hałagidą).
- „Zanim zbudowano Gdynię. Wpływ odrodzenia państwa w 1918 roku na procesy modernizacyjne ziem polskich”, Toruń, 6–7 grudnia 2018 r. (ze Z. Girzyńskim, T. Łaszkiewiczem, P. Olstowskim).
- „Zwycięski pokój czy rozejm na pokolenie – traktat ryski z perspektywy 100 lat”, Warszawa, 20–21 września 2021 r. (ze Z. Girzyńskim i Instytutem De Republica).
- „Ład wersalski i zmiany terytorialne w Europie po I wojnie światowej”, Toruń, 25-26 maja 2022 r. (ze Z. Girzyńskim i Instytutem De Republica).
- „Tomasz Arciszewski (1877-1955) – robotnik, polityk, premier”, Warszawa – Helenów, 30 czerwca 2023 r. (ze Z. Girzyńskim i Instytutem De Republika).